# Silent Hill: Downpour
Silent Hill: Downpour is een computerspel ontwikkeld door Vatra Games en uitgegeven door Konami voor de PlayStation 3 en Xbox 360. Het survival horrorspel is uitgekomen in de VS op 13 maart 2012 en in Europa op 30 maart 2012.

## Plot
Murphy Pendleton is een gevangene die aankomt in het dorpje Silent Hill. Hij treedt de 'Anderwereld' binnen en wordt daarbij geconfronteerd met zijn eigen onderdrukte herinneringen.

## Spel
Downpour is een survival horrorspel waarin de speler door het dorpje Silent Hill moet navigeren. In dit deel kan de speler meer van het level verkennen dan in voorgaande titels. Men kan de ondergrondse metrotunnels gebruiken als kortere weg naar een bepaalde plek. Onderweg komt de speler monsters tegen die hij moet zien te verslaan. Het spelpersonage kan gebruik maken van diverse handwapens. Er zijn ook vuurwapens aanwezig, maar de ammunitie hiervan is beperkt.
Op vooringestelde tussenpozen wordt Murphy verplaatst naar de Anderwereld, een duistere, vergane plek gevuld met duivelse wezens, waarin hij puzzels moet oplossen om verder te komen. Er zijn 14 optionele zijmissies die de speler kan aangaan.

## Ontvangst
| Recensiescore             | Recensiescore        |
| Recensieverzamelaar       | Score                |
| ------------------------- | -------------------- |
| Metacritic                | 64% (PS3) 68% (X360) |
| Publicist                 | Score                |
| 1UP.com                   | C-                   |
| Destructoid               | 8                    |
| Electronic Gaming Monthly | 7,5                  |
| Eurogamer                 | 6                    |
| Game Informer             | 7                    |
| GameSpot                  | 7,5                  |
| IGN                       | 4,5                  |

Silent Hill: Downpour ontving gemengde recensies. Men prees de spelatmosfeer, het verhaal en het vertrouwde survival horrorelement. Kritiek was er op het ontwerp van de monsters, de gevechten en technische prestaties. Konami bracht kort daarna een update uit die veel problemen heeft opgelost.
Op aggregatiewebsite Metacritic heeft het spel verzamelde scores van 64% (PS3), en 68% (X360).